# Rhagio cingulatus
Rhagio cingulatus is een vliegensoort uit de familie van de snavelvliegen (Rhagionidae). De wetenschappelijke naam van de soort is voor het eerst geldig gepubliceerd in 1856 door Hermann Loew.